# 王欽若
王 欽若（おう きんじゃく、建隆3年（962年）- 天聖3年11月30日（1025年12月22日））は、中国北宋初期の政治家。字は定国。諡は文穆。臨江軍新喩県の人。真宗の元で執政となり、澶淵の盟に於いては南遷論を唱えて寇準と対立した。また『冊府元亀』の編纂を主導したことでも知られる。

## 経歴
淳化3年（992年）の進士。まず亳州の防禦推官となり、秘書省校書郎・西川安撫使などを経て咸平4年（1001年）に参知政事（執政、副宰相）となった。
1004年（景徳元年）、契丹の聖宗と承天太后が親征軍を以て南下してきた。朝廷ではこれに対してどうあたるかが協議され、王欽若は金陵遷都を提案したが、宰相の寇準は真宗の親征を主張し、これが容れられて遼との間で和約を結ぶに至った（澶淵の盟）。
自らの面目をつぶされた王欽若は真宗に対して「澶淵の盟は城下の盟」と説いて寇準を失脚させる。大中祥符元年（1008年）に天書という天からの手紙と称する物が見つかり、これに乗じて真宗に封禅の儀を行わせた。同年より『冊府元亀』の編纂を勅命により開始し、全1000巻を大中祥符6年（1013年）に完成させる。
天禧元年（1017年）に同平章事（宰相）となり、天禧3年（1019年）には皇太子（後の仁宗）の師となるが、丁謂により失脚させられる。天聖元年（1023年）再び宰相に返り咲き、天聖3年（1025年）に死去。文穆の諡と太師・中書令の職を送られた。後世、寇準に対する讒言や封禅に使った莫大な財貨は強く批判された。寇準との争いは江南出身の王欽若と華北出身の寇準との争いであるという見方もあり、王欽若は宋開国以来、その経済力に比べて政治的には不遇であった南人官僚の進出の嚆矢という考えも出来る。